# Авторський аркуш
А́вторський а́ркуш (авторський лист[джерело?]) — умовна одиниця вимірювання обсягу текстової та ілюстративної інформації літературного твору, що використовується у видавничій справі і є основою для обліку праці автора, укладача, рецензента та ін. Один авторський аркуш дорівнює 40 000 друкованих знаків прозового тексту (враховуючи цифри, розділові знаки, проміжки між словами), чи 40 кілобайтам комп'ютерного тексту в DOC-форматі (разом із проміжками), чи 700 віршованим рядкам, чи 3000 см² площі ілюстративного матеріалу на сторінках видання. Обсягом авторського аркуша можна вважати 22 сторінки друкованого тексту за умови приблизно 1800 знаків на сторінку.